# 拉格蘭奇鎮區 (阿肯色州拉法葉縣)
拉格蘭奇鎮區（英語：La Grange Township）是位於美國阿肯色州拉法葉縣的一個行政鎮區。

## 地方資料
拉格蘭奇鎮區的面積為107.08平方千米，當中陸地面積為106.41平方千米，而水域面積為0.67平方千米。根據2010年美國人口普查的數據，當地共有人口86人，而人口密度為每平方千米0.8人。